# Fourat Ben Chikha

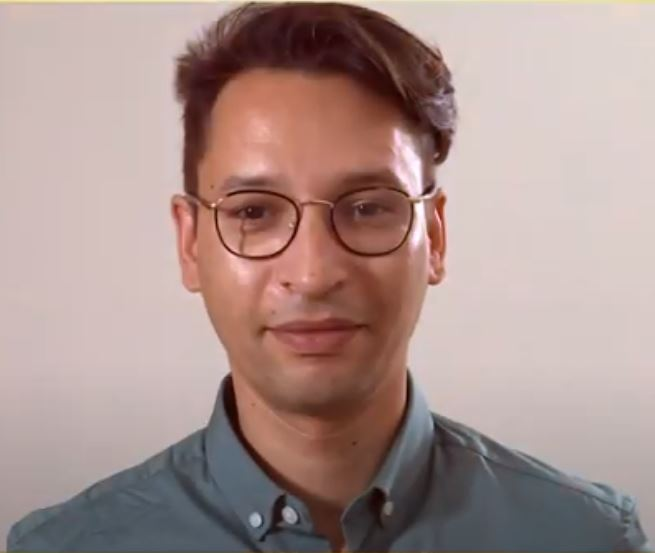
Ben Chikha in 2019

Fourat Ben Chikha (Knokke, 25 november 1980) is een Belgisch politicus voor Groen.

## Levensloop
Ben Chikha, die Tunesische roots heeft, studeerde in 2004 af als bachelor in sociaal werk, optie sociaal-cultureel werk aan de Sociale Hogeschool Leuven. Na zijn studies was hij van 2006 tot 2007 korte tijd hr-manager bij uitzendbureau Adecco.
Van 2009 tot 2010 was hij maatschappelijk werker bij het Jongeren Advies Centrum. Nadien was Ben Chikha van 2010 tot 2016 gezondheidspromotor bij Sensoa, bevoegd voor migranten en homo's. Daarna werd Ben Chikha, zelf homo, in 2017 projectmedewerker voor LGBT-vluchtelingen bij çavaria, de koepelorganisatie van Vlaamse en Brussels holebi- en transgenderverenigingen. In 2015 werd hij eveneens voorzitter van de raad van bestuur van het stadsproject Let’s Go Urban, wat hij bleef tot in 2018.
Sinds januari 2019 is hij voor de partij Groen gemeenteraadslid van Gent, waar hij van oktober 2020 tot januari 2025 voorzitter van de Groen-fractie was. In oktober 2024 werd hij herkozen in de gemeenteraad.
Bij de Vlaamse verkiezingen van mei 2019 stond hij op de vierde plaats van de Oost-Vlaamse Groen-lijst voor het Vlaams Parlement. Hij raakte echter niet verkozen. Vervolgens werd Ben Chikha door zijn partij gecoöpteerd in de Senaat. In deze assemblee legde hij zich op de verdediging van mensen- en dierenrechten en was hij van oktober 2020 tot juni 2024 tweede ondervoorzitter. Van juli 2019 tot september 2024 was hij tevens plaatsvervangend lid van de Parlementaire Vergadering van de Raad van Europa. Daar werd hij van 2020 tot 2022 speciaal rapporteur voor de rechten van lgbt+-mensen in Europa.
Bij financiële schandaal rond Let’s Go Urban dagvaardde het Antwerpse stadsbestuur in juni 2021 alle voormalige leden van de raad van bestuur, onder wie ook Ben Chikha. Uit intern onderzoek was gebleken dat er sprake was van 450.000 euro aan subsidiefraude door frauduleuze facturen bij de bouw van het Urban Center van de vzw. Volgens burgemeester Bart De Wever waren de leden van de raad van bestuur hoofdelijk verantwoordelijk en dus ook aansprakelijk voor het indienen van die facturen, ook als ze geen weet hadden van de subsidiefraude. Hierdoor zou de stad hun persoonlijk vermogen kunnen aanspreken om de 450.000 euro aan onterecht uitgekeerde subsidies aan de vzw terug te vorderen.
Ben Chikha kreeg bij de Vlaamse verkiezingen van 9 juni 2024 de tweede plaats op de Oost-Vlaamse lijst van Groen en werd zodoende verkozen in het Vlaams Parlement. Hij werd er vast lid van de commissie Wonen, Energie, Toerisme en Klimaat. Door zijn partij werd hij tevens opnieuw afgevaardigd naar de Senaat, ditmaal als deelstaatsenator, een functie die hij tot in november 2024 bleef uitoefenen.